# جون موسكيرا (لاعب كرة قدم)
جون موسكيرا (بالإسبانية: John Jairo Mosquera) هو لاعب كرة قدم كولومبي في مركز الهجوم، ولد في 15 يناير 1988 في أبارتادو في كولومبيا. شارك مع منتخب كولومبيا تحت 17 سنة لكرة القدم ومنتخب كولومبيا تحت 20 سنة لكرة القدم. أما مع النوادي، فقد لعب مع أتلتيكو ناسيونال وألمانيا آخن وإنيرجي كوتبوس وريفر بليت وفيردر بريمن ونادي تشانغتشون ياتاي ونادي جل فيسنتي ونادي سوندرييسكه ونادي ميلوناريوس ويونيون برلين.

## وصلات خارجية
- جون موسكيرا (لاعب كرة قدم) على موقع الاتحاد الأوربي (الإنجليزية)
- جون موسكيرا (لاعب كرة قدم) على موقع قاعدة بيانات كرة القدم.إي يو (الإنجليزية)
- جون موسكيرا (لاعب كرة قدم) على موقع بيانات كرة القدم. دي إي (الألمانية)
- جون موسكيرا (لاعب كرة قدم) على موقع Soccerway.com (الإنجليزية)
- جون موسكيرا (لاعب كرة قدم) على موقع عالم كرة القدم.نت (الإنجليزية)
- جون موسكيرا (لاعب كرة قدم) على موقع AS.com (الإسبانية)